# Wasserturm Bebra

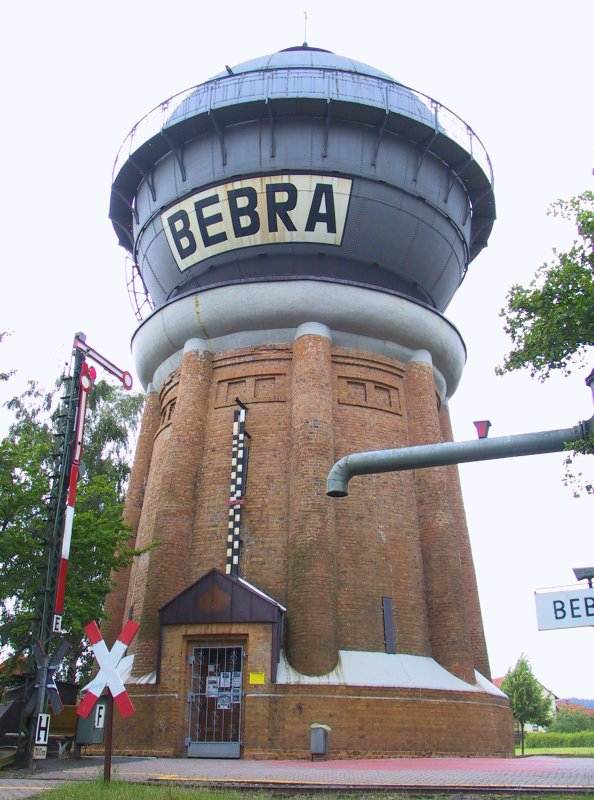
Der Wasserturm von Bebra mit einem Eisenbahnmuseum

Der Wasserturm Bebra ist ein Wahrzeichen in der hessischen Stadt Bebra. Der Wasserturm der Bauart Klönne wurde 1910 zur Versorgung des Eisenbahnbetriebs mit Brauchwasser nach Planungen der Preußischen Staatseisenbahnen fertiggestellt.

## Geschichte
Den Ausbau des Eisenbahnnetzes und -betriebes, insbesondere die westliche Anbindung über Bebra übernahm am 1. April 1867 Preußen mit den Möglichkeiten des Preußischen Eisenbahngesetzes (prEG) von der Friedrich-Wilhelms-Nordbahn-Gesellschaft und übertrug den Bahnbetrieb den Preußischen Staatseisenbahnen, die damit die Zuständigkeit für den Bahnhof von Bebra erhielten. Für den zunehmenden Bahnbetrieb mit Dampflokomotiven musste somit auch im Bahnhof Bebra eine Brauchwasserversorgung von Seiten der Bahn hergestellt werden. Im Jahr 1952 wurde die Wasserversorgungsanlage grundlegend überholt und diente bis zum Jahr 1984 der Wasserversorgung des Bahnbetriebs bzw. in den letzten Jahren nur noch dem Bahnhofsbetrieb.

## Technik
Das Bauwerk ist ein kegelförmiger Turmunterbau aus Mauerwerk mit integrierten Mauerwerksstützen zur Lastaufnahme, darüber ein aufgesetzter Stahlbehälter mit einem gurtungsähnlichen, umlaufenden Wandelgang für Wartungsarbeiten am Behälter. Auf dem Turm befindet sich ein Behälter für die Aufnahme von Brauchwasser, das der Fulda entnommen wurde.
Der Stahlbehälter ist ein sogenannter Barkhausen-Behälter mit ca. 500 Kubikmetern Größe und war kugelförmig ausgebildet worden. Er bot mit einer solchen, statisch günstigen Bauform die Möglichkeit, aus einer Druckwasserleitung Auffüllungen in kurzer Zeit vornehmen zu können. Der Kugelbehälter wird mit Bauart Klönne bezeichnet. Diese Konstruktionsweise entwickelte der Ingenieur August Klönne ab 1886 und fertigte mit seiner Dortmunder Stahlbaufirma Aug. Klönne viele dieser Behälter ab 1906 und machte sich auch in anderen Stahlbausparten einen über Deutschland hinausgehenden Namen.

## Nutzungsänderung
Durch den Wegfall des Dampflokbetriebs und anderweitige Wasserversorgung des Bahnhofs drohte 1984 der Abriss des Bebraer Wasserturms, dessen Funktion nicht mehr benötigt wurde. Die Stadt Bebra übernahm von der Bahn im Jahr 1985 den Turm, der dann – auch mit Mitteln von Land und Bund – saniert wurde. Die Sanierung wurde 1988 abgeschlossen und der Turm damit als geschütztes Industriedenkmal sowie als Wahrzeichen der Stadt Bebra erhalten.
Mit Fertigstellung der Sanierung widmete man den Turm einem Eisenbahnmuseum mit umlaufender Museumseisenbahn.